# Corduliidae
Famille
La famille des Corduliidae ou Corduliidés fait partie des Anisoptères dans l'ordre des Odonates. Anciennement, cette famille était considérée comme une sous-famille des Libellulidae. On retrouve près de 150 espèces de Cordullidae à travers le monde.

## Caractéristiques
Elle comprend des libellules à coloration foncée avec des reflets verts ou jaunes métalliques. Les triangles des ailes antérieures sont plus éloignés de l’arculus que ceux des ailes postérieures et orientés différemment. Le champ anal de l'aile postérieur a l'apparence d'une botte et est beaucoup moins développé que chez les Libellulidae.

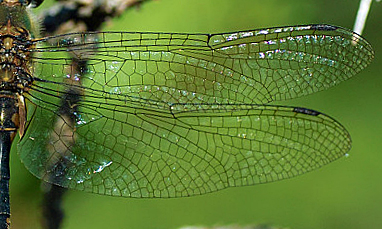
Ailes de Corduliidae.
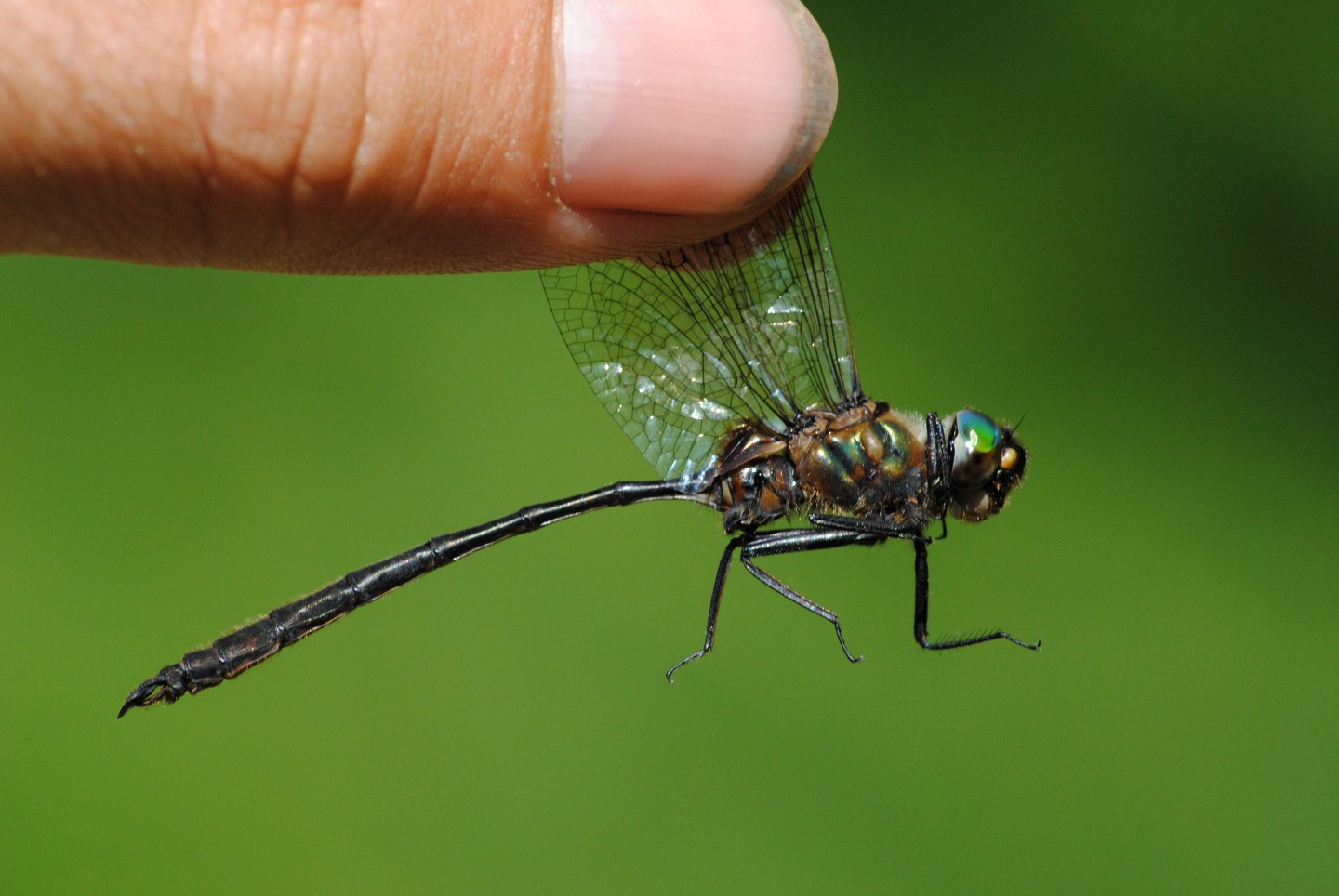
Reflets métalliques de Somatochlora hineana.

## Liste des genres
Cette famille comprend 18 genres :
- Aeschnosoma Selys, 1870
- Antipodochlora Fraser, 1939
- Cordulia Leach, 1815
- Cordulisantosia Fleck & Costa, 2007
- Dorocordulia Needham, 1901
- Epitheca Burmeister, 1839
- Guadalca Kimmins, 1957
- Helocordulia Needham, 1901
- Hemicordulia Selys, 1870
- Heteronaias Needham & Gyger, 1937
- Metaphya Laidlaw, 1912
- Neurocordulia Selys, 1871
- Paracordulia Martin, 1906
- Pentathemis Karsch, 1890
- Procordulia Martin, 1907
- Rialla Navás, 1915
- Somatochlora Selys, 1871
- Williamsonia Davis, 1913

## Galerie

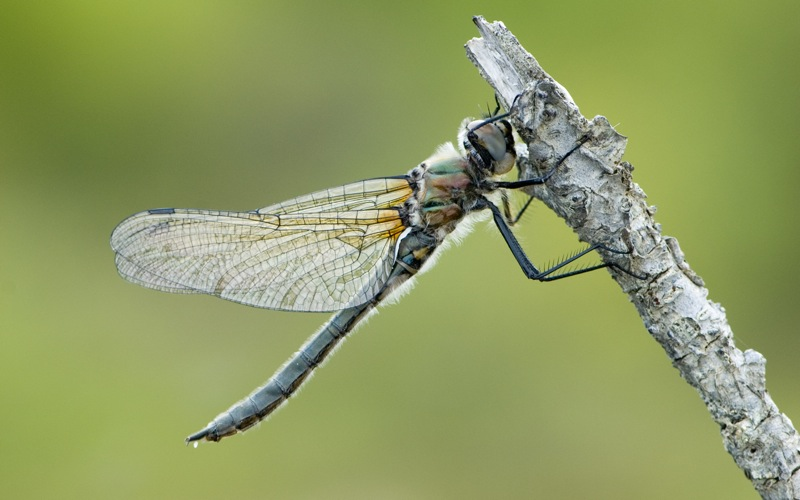
Cordulia shurtleffii
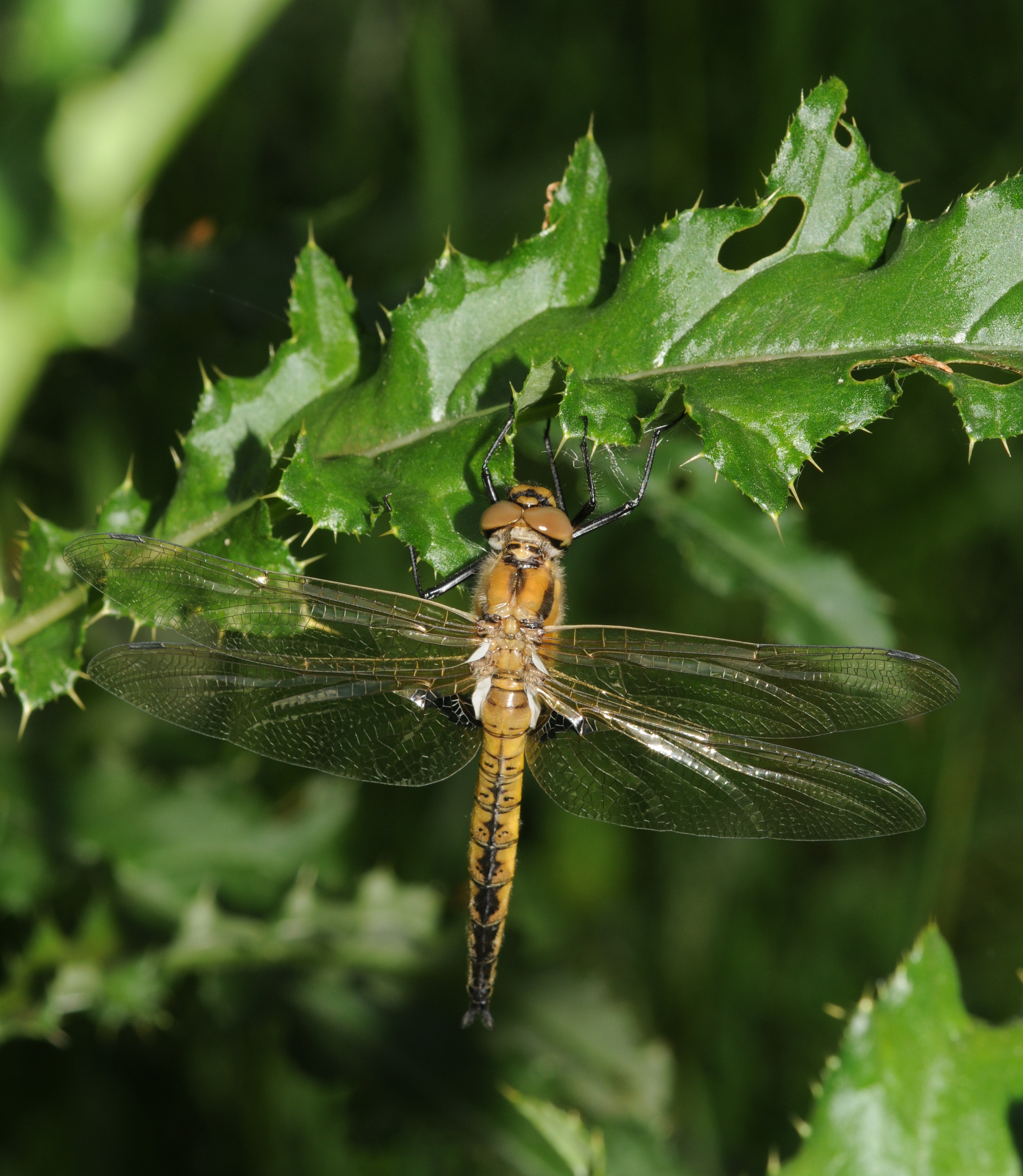
Epitheca bimaculata
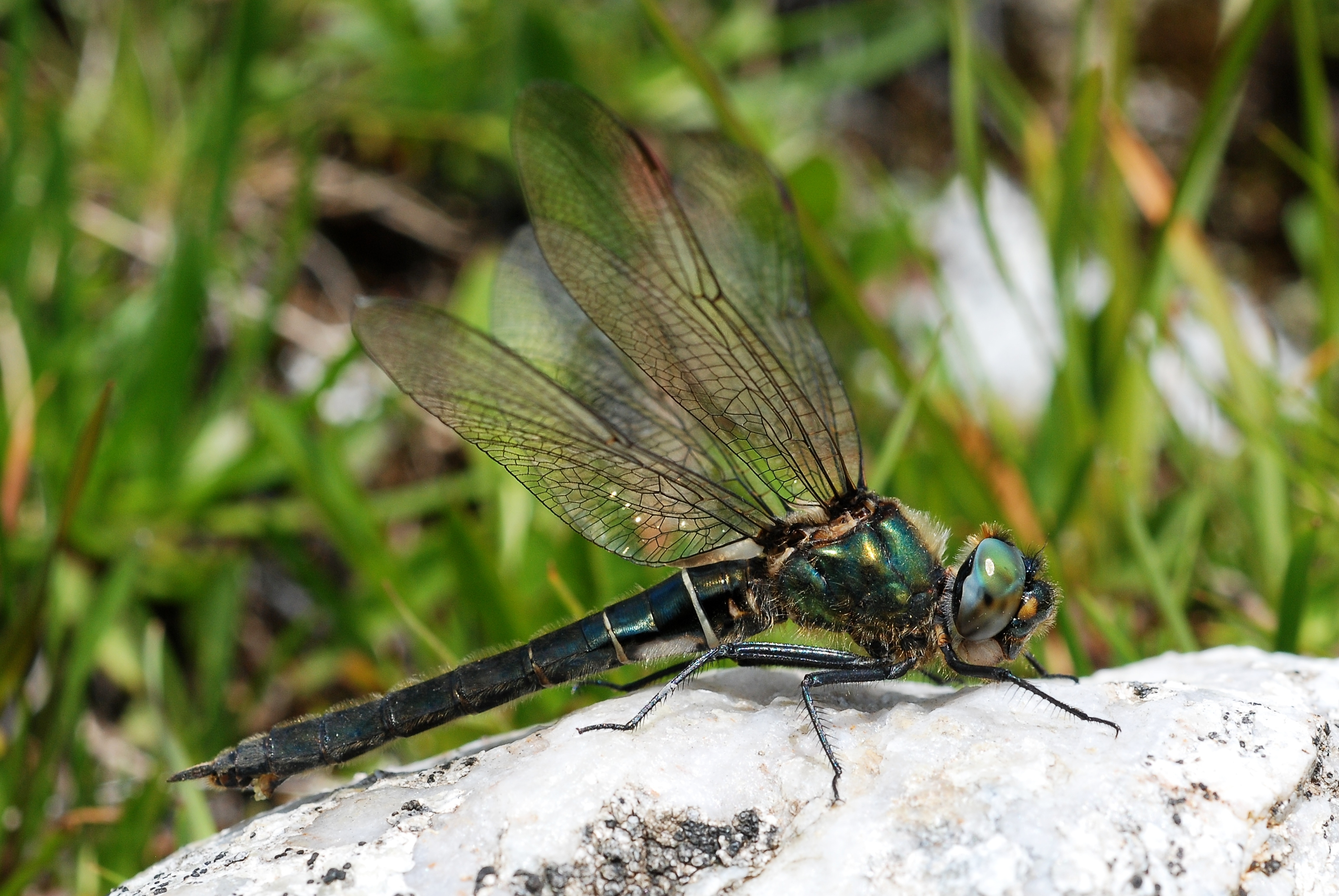
Somatochlora alpestris
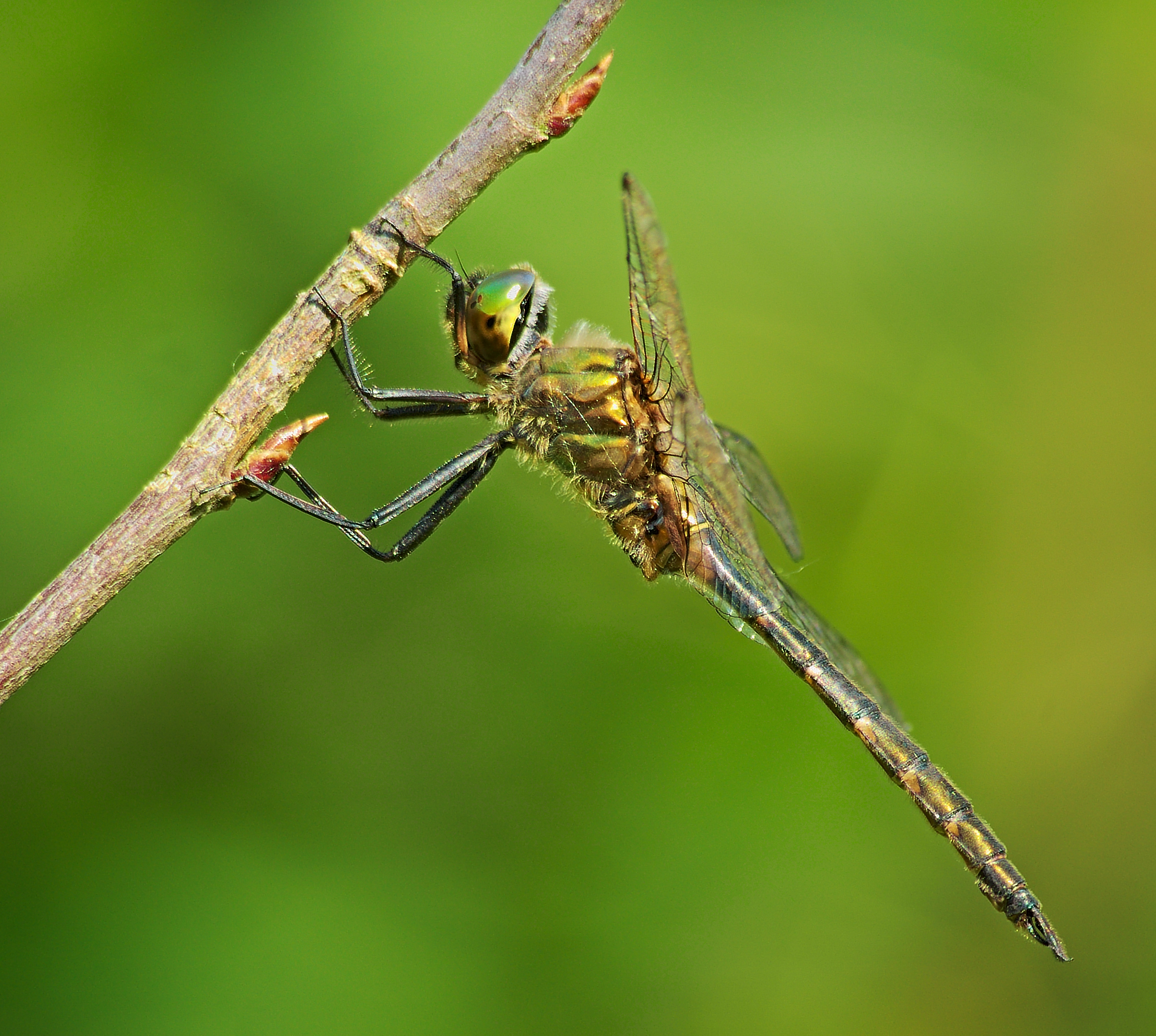
Somatochlora flavomaculata